# Tom, Dick, and Harry
Tom Dick and Harry est un film indien de Bollywood réalisé par Deepak Tijori sorti le 12 mai 2006.
Le film met en vedette Dino Morea, Jimmy Shergill, Anuj Sawhney, Celina Jaitley et Kim Sharma. Le long métrage fut un succès notable aux box-office. Il a pour suite Tom Dick and Harry Returns, sorti en 2021.

## Distribution
- Rakesh Bedi : Happy Singh
- Bobby Darling :
- Avtar Gill : l'oncle de Celina
- Ramesh Goyal :
- Gulshan Grover : Soprano
- Hansa :
- Celina Jaitley : Celina (comme Celina Jaitley)
- Shakti Kapoor : Inspector P.K. Waghmare
- Javed Khan : Soprano's assistant
- Shehzad Khan : Ray More
- Shashi Kiran : Shopkeeper
- Aditya Lakhia :
- Manmauji : Clerk
- Sanjay Mishra :
- Dino Morea : Tom
- Himesh Reshammiya : lui-même
- Kunickaa Sadanand : Jassi H. Singh (comme Kunika)
- Anuj Sawhney : Dick
- Gauri Shanker :
- Kim Sharma : Bijli
- Jimmy Shergill : Harry
- Rajpal Yadav :

## Box-office
- Box-office Inde : 170 760 000 roupies.
- Box-office India qualifie le film de Hit[1].